# Delias mysis
Delias mysis es una especie de mariposa, de la familia Pieridae (subfamilia Pierinae, tribu Pierini). Esta especie y sus subespecies se distribuyen en Australia, y Papúa Nueva Guinea.

## Subespecies
- Delias mysis mysis
- Delias mysis oestiva
- Delias mysis waterhousei
- Delias mysis nemea
- Delias mysis aruensis
- Delias mysis onca
- Delias mysis adelphoe
- Delias mysis rosselliana
- Delias mysis goodenovii
- Delias mysis hideyoae